# Gotra octocinctus
Gotra octocinctus är en stekelart som först beskrevs av William Harris Ashmead 1906.  Gotra octocinctus ingår i släktet Gotra, och familjen brokparasitsteklar. Inga underarter finns listade i Catalogue of Life.